# 洛陽龍門杯中国囲棋棋聖戦
洛陽龍門杯中国囲棋棋聖戦（らくようりゅうもんはい ちゅうごくいききせいせん、洛阳龙门杯中国围棋棋圣战）は、中国の囲碁の棋戦。2012年に国内最高賞金額の棋戦として創設。主催する洛陽市の龍門石窟世界文化遺産を名称としている。挑戦者決定戦（第1期は準々決勝）以降は洛陽市で行われる。
2017年から第3回洛陽白雲山杯中国囲棋棋聖戦（洛阳白云山杯中国围棋棋圣战）として再開し、準決勝以降は河南省洛陽市白雲山風景区で行われる。
- 主催 中国囲棋協会、洛陽市人民政府、(1-2期)洛陽新区管委会、(3期-)河南省体育局
- 協力 洛陽市体育局、洛陽市棋類協会（洛陽市囲棋協会）、(3期-)河南省社会体育管理センター、嵩県人民政府、(5期-)河南省囲棋協会
- 優勝賞金 (1-2期)60万元、(3期-)80万元

## 方式
- 予選を勝抜いた16名と、シード棋士16名の32名によるトーナメント戦で、第1期は決勝五番勝負。第2期は決勝三番勝負の勝者が前年優勝者と挑戦手合五番勝負を行う。第3期は決勝戦一番勝負、挑戦手合は三番勝負。
- 持時間は、予選は各2時間、本戦は各2時間45分、1分の秒読み5回。

## 優勝者と挑戦手合
（左が勝者、第1期は決勝戦五番勝負）
- 第1期 2013年 周睿羊 3-2 柁嘉熹
- 第2期 2014年 周睿羊 3-1 連笑
- 第3期 2018年 連笑 2-1 周睿羊
- 第4期 2019年 柯潔 2-1 連笑
- 第5期 2021年 柯潔 2-0 時越